# Желтокрылый ложный вампир
Желтокрылый ложный вампир (лат. Lavia frons) — вид рукокрылых из семейства копьеносых. Единственный представитель рода Lavia.

## Описание
Как следует из названия животного, крылья этого вида летучей мыши окрашены в жёлто-красный цвет, так же, как и длинные уши. Окраска остальной части тела варьирует от светло-серого до серо-голубого цвета. Листовидный нос очень большой, как у всех копьеносых. Длина тела составляет от 60 до 80 мм, размах крыльев — примерно 35 см, масса тела — от 28 до 36 г.

## Распространение
Область распространения вида охватывает территорию Центральной Африки от Сенегала и Гамбии до Эфиопии и к югу до Замбии.

## Образ жизни
Желтокрылые ложные вампиры живут в лесах и лесных саваннах, чаще вблизи таких водоёмов, как болота, реки и озёра. В отличие от других копьеносых, предпочитают в качестве мест ночлега деревья. Днём они редко закрывают глаза, постоянно порхая.
В отличие от большинства видов летучих мышей животные выстраивают моногамные отношения. Самец и самка устраивают собственное место отдыха на расстоянии как минимум 20 м от другой пары. Самец оберегает самку, в частности, в период выкармливания детёныша, летая вокруг своего участка площадью от 0,6 до 0,8 га, и прогоняя сородичей и предупреждая о хищниках (преимущественно дневных хищных птицах и змеях). Также у этих животных наблюдалось взаимное ухаживание за шерстью.

## Питание
В отличие от других копьеносых, желтокрылые ложные вампиры питаются исключительно насекомыми. В вечерние и утренние часы, чаще при бо́льшем количестве света чем у многих других летучих мышей, они отправляются на поиски корма. Поначалу они висят на ветвях и высматривают добычу. Когда они её находят, они бросаются на неё, хватают и снова возвращаются к своему дереву, чтобы там съесть свой улов.

## Размножение
Эти животные используют ритуалы токования, такие как совместный полёт, во время которого партнёры кружатся вокруг друг друга. В апреле, в начале сезона дождей, на свет появляется чаще единственный детёныш. Новорождённое дитя цепляется за пару ложных сосков вблизи заднего прохода и таким образом перемещается вместе с матерью. Примерно через один месяц он начинает самостоятельные попытки полёта, и спустя 20 дней отлучается от матери. Затем ещё 30 дней он находится на территории родителей, прежде чем окончательно их покидает.